# Trest smrti v Egyptě
Trest smrti v Egyptě je legální forma trestu. Podle Amnesty International bylo v Egyptě v roce 2016 vykonáno nejméně 44 poprav, v roce 2017 nejméně 35 poprav a v roce 2018 nejméně 43 poprav. Legální formou výkonu trestu smrti je v případě občanského práva oběšení, v případě odsouzení příslušníků ozbrojených sil za trestný čin spáchaný při výkonu služby je formou popravy zastřelení popravčí četou. Velký muftí Egypta je podle egyptského práva odpovědný za přezkoumání všech rozsudků smrti vynesených v Egyptě. Právně je však jeho stanovisko pouze konzultativní a nezávazné pro předsedající soud, který rozsudek smrti vynesl.

## Nepokoje na stadionu v Port Said
Dne 26. ledna 2013 vynesl egyptský soud rozsudky smrti nad 21 lidmi usvědčenými z účasti na masovém útoku fanoušků klubu Al Masry na fanoušky klubu Al-Ahly SC na stadionu v Port Said, ke kterému došlo 1. února 2012. Při násilnostech, které ve městě vypukly, zemřelo nejméně 72 lidí. Dne 6. února 2014 bylo nařízeno nové soudní řízení a počet odsouzených k smrti byl dne 19. dubna 2015 snížen na 11.

## Hromadné procesy v roce 2014
Uprostřed politických nepokojů po sesazení Muhammada Mursího z prezidentské funkce, ke kterému došlo v červenci 2013 po masových protestech proti jeho vládě, soud dne 28. dubna 2014 odsoudil k trestu smrti 683 členů Muslimského bratrstva, včetně nejvyššího průvodce skupiny Muhammada Badího. Potvrdil také 37 rozsudků smrti jejich údajných podporovatelů z 539 dříve odsouzených lidí. Podle Mohameda Elmessiryho z Amnesty International, který případ monitoroval, obviněným chyběli základní záruky spravedlivého procesu. Obžalovaní z prvního případu, jejichž rozsudky smrti nebyly potvrzeny, byli odsouzeni k 25 letům odnětí svobody.
Soudce Saeed Youssef nejprve vyvolal mezinárodní odsouzení a pobouření zahraničních skupin na ochranu lidských práv poté, co 24. března 2014 vynesl první rozsudek smrti pro 529 obžalovaných po krátkém soudním procesu, který byl poznamenán nesrovnalostmi. Později 492 z těchto 529 rozsudků smrti zrušil a většinu z nich změnil na trest odnětí svobody na doživotí.
Egyptské právo vyžaduje, aby rozsudky smrti byly potvrzeny předsedajícím soudcem po přezkoumání stanoviska velkého muftího Egypta, předního oficiální právního experta v zemi na náboženské záležitosti. Muftího stanovisko soudci je důvěrné. Podle Elmessiryho z Amnesty International tento proces zabil důvěryhodnost egyptského soudního systému.

## Hromadná poprava v roce 2020
Amnesty International obvinila egyptské úřady, že jen v říjnu a listopadu 2020 popravily 57 lidí, což byl téměř dvojnásobek počtu poprav za rok 2019. Organizace uvedla, že nárůst počtu poprav následoval po nepodařeném pokusu o útěk z věznice Tora v Káhiře v září 2020. Při tomto pokusu zemřeli čtyři policisté a čtyři vězni v cele smrti.
Každoroční celosvětová zpráva Amnesty International o používání trestu smrti označila Egypt v roce 2020 za třetího nejčastějšího popravčího na světě. Egypt v daném roce popravil nejméně 107 lidí po soudních procesech, které Amnesty International označila za "hrubě nespravedlivé" a doznání odsouzených vnímá jako vynucená, protože se právníci nemohli setkat se svými klienty nebo vést řádné vyšetřování kvůli omezením během pandemie covidu-19.

## Rozsudky smrti ze září 2020
Dne 8. září 2020 odsoudil egyptský soud 75 lidí k trestu smrti a 47 dalších k doživotnímu trestu odnětí svobody. Tito lidé byli obviněni z vraždy nebo členství v teroristické skupině. Britské noviny The Independent uvedly, že Najia Bounaim z Amnesty International pro Blízký východ a severní Afriku popsala rozsudek soudu jako "hanebný" a "výsměch spravedlnosti".